# Le Mirage (film, 2015)
Pour les articles homonymes, voir Le Mirage.
Pour plus de détails, voir Fiche technique et Distribution.
Le Mirage est un film québécois réalisé par Ricardo Trogi, sorti en 2015. Ce film est une idée originale de Louis Morissette.

## Synopsis
Patrick Lupien, propriétaire d'un magasin d'articles de sport, mène une vie typique de banlieusard avec sa conjointe Isabelle et ses deux enfants. Leur vie chargée leur apporte un lot de problèmes: surconsommation, épuisement professionnel, insatisfaction sexuelle et soucis financiers. L'insatisfaction de Patrick lui fera développer une fixation sur Roxanne, une amie d'Isabelle.

## Fiche technique
- Titre original : Le Mirage
- Réalisation : Ricardo Trogi
- Scénario : Louis Morissette avec la collaboration de François Avard
- Direction artistique : Mario Hervieux
- Costumes : Valérie Lévesque
- Photographie : Jonathan Decoste
- Montage : Yvann Thibaudeau
- Musique : Frédéric Bégin
- Production : Christian Larouche
- Société(s) de production : Christal Films et KO 24
- Société(s) de distribution : Les Films Séville
- Budget : 5,4 millions $
- Pays d'origine :  Canada
- Langue originale : français
- Format : couleur – 2,35:1 – Dolby Digital
- Genre : Comédie dramatique
- Durée : 101 minutes
- Dates de sortie : 5 août 2015 (Québec)

## Distribution
- Louis Morissette : Patrick Lupien
- Julie Perreault : Isabelle
- Christine Beaulieu : Roxanne
- Patrice Robitaille : Michel
- Alexandra Cyr : Charlène
- Émile Boucher : Thomas
- Jasmine Lemée : Mégane
- Nathaly Thibault : Client du restaurant
- Celine France : Marchande du centre d'achat
- Williams Raymond : Vendeur de chocolat

## Réception

### Box-office
Sorti le mercredi, ce film a déjà ramassé 261 834 $ en deux jours sur 55 écrans, ce qui connaît un départ canon depuis Piché, entre ciel et terre en 2010.